# ONE PIECE アンリミテッドワールド レッド
『ONE PIECE アンリミテッドワールド R』（ワンピース アンリミテッドワールド レッド、ONE PIECE UNLIMITED WORLD R）は、バンダイナムコゲームス（のちのバンダイナムコエンターテインメント）より発売されたアクションアドベンチャーゲーム。尾田栄一郎原作の漫画・アニメ『ONE PIECE』を題材としたゲーム『アンリミテッド』シリーズの一つ。ニンテンドー3DS用ソフトとして2013年11月21日に発売された。

## 概要
『アンリミテッド』シリーズでは、2009年の『ONE PIECE アンリミテッドクルーズ エピソード2 目覚める勇者』以来、4年ぶりとなる完全新作。シリーズ初の「新世界編」が舞台のストーリーとなっている。
シリーズ初の最大4人（3DS・PS Vita版のみ。PS3・Wii U・Switch・PS4版では最大2人）によるマルチプレイに対応。グラフィックは「フルシーンアンチエイリアス」という画質を向上させる技術を使い、アニメに近いグラフィックを表現している。
『アンリミテッドクルーズ』に引き続き、原作者・尾田栄一郎がオリジナルキャラクターデザインを手掛けており、担当声優には市村正親や柊瑠美といった俳優を採用している。また、2013年6月5日にセンゴク役の石森達幸が死去したため、本作では大川透がセンゴクを演じている。
初回封入特典には、限定コスチュームや追加クエスト「マリンフォード」が入手できるダウンロードコードが封入されている。また、オリジナル仕様のニンテンドー3DS LL本体「ルフィレッド」「チョッパーピンク」同梱版も数量限定で同時発売。

### 他機種版
2014年6月12日には追加要素を加えたPlayStation 3、PlayStation Vita、Wii U版が発売された。追加要素は3DS版でも大型アップデートにより無料（期間限定）で補完できる。また、PS3・PS Vita、Wii U・3DS版の間でそれぞれセーブデータを共有できる。追加要素の一つとして、メインストーリーの高難易度モードが新たに追加。クリアしたセーブデータがあると高難易度モードを選択でき、キャラのステータス、入手したアイテムと所持金、街の発展具合などを引き継いだ状態でプレイできる。前作同様、敵キャラが大幅に強化されており、クエストにしか登場しなかったボスも各ストーリー中に登場する。
2017年8月24日にNintendo Switch、PlayStation 4版『ONE PIECE アンリミテッドワールド R デラックスエディション』が発売。

## システム

### クエスト
ストーリーとは別に様々な条件でバトルや冒険を楽しむことができる。「東の海」「偉大なる航路」「新世界」「四皇」の4ランクに分かれており、後になるにつれ難度は上がる。高難度のクエストでは複数のボスと戦うものがあり、中には2人同時に出現するクエストもある。
各クエストをクリアすると報酬がもらえ、中には非常にレアなアイテムも存在する。クエストの最中に特定の行動をとると、クリア時のリザルト画面において経験値ボーナスを入手できる。クエストのクリア条件は、特定のボスを倒す、特定のアイテムを一定数入手する、目的地に到達する、敵を一定数倒すなどそれぞれ異なる。また、全てのクエストには制限時間が設定されている。
アップデート後の新要素として、一部のボスキャラクターを使用できる「ボスクエスト」が追加。バトルコロシアムモードで各戦績を満たすと挑戦可能になる。初挑戦時は使用キャラが固定されているが、一度クリアすると麦わらの一味のキャラでもクエストに挑戦できる。

### ストロングワード
本作におけるキャラクターの強化システム。各ワードの名前は原作でそれぞれのキャラクターが発したセリフとなっており、ボスキャラのセリフも入手できる。
ワードはクエストをクリアしたり、各ステージにある宝箱などから入手できる。冒険中に仲間からの呼びかけに応じることで、HPやSPが回復するなどの効果を得られる「ストロングボイス」が発動する。呼びかけのセリフは各キャラ間によってそれぞれ異なる。
スキルワード
入手した時点で効果を得られるワード。必殺技やステージアクションが使用可能になったり、全員に何らかの能力がプラスされるものがある。
カスタムワード
装備すると様々なステータス効果を得ることができるワード。装備できるワードはそれぞれ異なり、各ワードにはコストが設定されている。
アイテムワード
セットしたワードを使用すると仲間全員に様々な効果が発動する。セットできる数はキャラクターごとに異なる。一度使用するとリチャージが必要になる。
ロストワード
ストーリーの各ステージで道をふさいでいるロストワードポイントの解放に必要なワード。ロストワードポイントを調べるとロストワード入手条件のヒントが示される。条件を満たすと宝箱が出現し、ロストワードを入手できる。

### すれちがい通信
3DS版ではすれちがい通信ですれちがった相手の手配書とスクラッチに使うコインを入手できる。手配書は酒場で設定でき、名前、二つ名、キャラクターアイコン、メッセージを設定できる。ストーリーの進行具合に応じて二つ名とアイコンの選択肢は増えていく。手配書に設定された懸賞金はストーリーを進行させたり、やり込みリストの「闘いの航路」を解放すると上昇する。

### バトルコロシアムモード
追加要素の一つであるメインストーリーから独立した新モード。ドフラミンゴが開催するバトルコロシアム上で行われる様々なバトルを楽しむことができる。
バトルコロシアムにはA・B・Cの3つのランクがあり、最初はCランクからスタートし、各バトルに勝利すると順位が上がっていく。各ランクの1位になると「ランクアップマッチ」に挑戦できるようになり、勝利すると上のリーグに昇格する。難易度は3段階に分かれており、より高難易度で勝利すると大きく順位が上がる。使用キャラが指定される不定期開催の「スペシャルマッチ」に勝利すると通常よりも大きく順位が上がる。バトルに敗北しても順位は下がらず、一度敗北してもリタイアせず再挑戦すれば戦闘不能から回復できる「気付けのお守り」を1度だけ使用できる。
バトルの種類は下記の4種類。デュエル以外は使用キャラを2人まで選びバトルに挑戦する。各バトルで特定の戦績を達成すると使用キャラの開放、ボスクエストの追加、メインストーリーのアイテム入手などの報酬を貰える。各使用キャラのステータスは固定されており、アイテムワードの種類やレベルも固定されている。
デュエル
ボスキャラとの1対1のバトル。対戦相手は指定できる。
大乱戦
大勢の敵キャラとのバトル。難易度を上げると倒す人数が増える。
バトルロイヤル
ボスキャラ2人、またはボスキャラ1人と複数の敵キャラとのバトル。
ボスラッシュ
ボスキャラとの5連続バトル。ボスキャラは2人同時に出現することがある。

## ストーリー
「新世界」を航海中の麦わらの一味は、「葉っぱに書いたものを作り出せる」という能力を持つタヌキ・パトに出会う。一味はパトを「忘れられた島」に送り届け、島で唯一の街「トランスタウン」へ向かう。町に着いたルフィたちだが、突如仲間が誘拐されてしまいかつて冒険した島が出現する奇妙な現象に直面する。かつて戦った強者たちを退けたルフィたちは、事件の首謀者であるインペルダウンから脱獄した海賊・レッドと遭遇する。

## キャラクター

### プレイアブルキャラクター
本作では冒険に出るメンバーを9人の中から3人を選択する。自分が操作する以外のメンバーは操作キャラの後を追いかけ、敵に遭遇すると自動で攻撃する。非操作キャラは敵の攻撃を受けてもHPが減ることはない。操作キャラは任意に交代することができ、3人全員が戦闘不能になるとゲームオーバーになる。
敵にダメージを与えたり、ダメージを受けるとSPが増幅し必殺技を使うことができる。また、SPが最大まで溜まると周囲にいる敵全員に攻撃する連携攻撃が可能になる。前作と違い回避やダッシュを任意に行うことはできないが、敵の攻撃にあわせ画面に表示されたアクションボタンを押すと、敵の攻撃を防いだりかわすことができる。回避方法は各キャラごとに異なり、カウンターや追撃を行うキャラもいる。各ステージではキャラに応じた ステージアクションを行うことができ、他のキャラではいけない場所に行ったり、特定のアイテムを見つけることができる。今作では各キャラにレベルが設定されており、レベルが上がるとHPと攻撃力が上がり、カスタムワードのコスト上限値が上がる。
初回封入特典やDLC、攻略本にあるDLコードなどから追加コスチュームを入手できる。追加コスチュームは全て何らかの能力が増減する仕組みになっている。
モンキー・D・ルフィ
声 - 田中真弓
第1話から使用可能。攻撃範囲は広く、回避が早くすぐに反撃に転じることが可能と攻防共にバランスがよく、ユーザーからも最も高い支持率を得ている。打撃・雷属性の耐性は高いが、斬撃属性の耐性は低い。ステージアクションの「ゴムゴムのロケット」では、他のキャラが届かない高所に移動し隠れたアイテムを見つけることができる。唯一攻撃系の必殺技の3種類持っており、「ゴムゴムの火拳銃」は炎属性、「ゴムゴムの象銃乱打」は攻撃範囲が非常に広い。アイテムワードは装備できる数は少ないものの、種類は豊富。 
- 必殺技：ゴムゴムの火拳銃、ゴムゴムの灰熊銃、ゴムゴムの象銃乱打

ロロノア・ゾロ
声 - 中井和哉
第2話から使用可能。手数よりも一撃の強さに優れている。斬撃属性の耐性が高い。「アグレッシブモード」を発動させると、SPがなくなるまで攻撃力などの能力が大幅に強化される。ステージアクションは、各ステージにある鉄の柵を斬ることができる。アイテムワードは攻撃に特化したものになっている。
- 必殺技：大辰撼、アグレッシブモード、六道の辻

ナミ
声 - 岡村明美
第4話から使用可能。雷属性の攻撃を多く持ち、雷属性の耐性も高い。専用アクションとしてひるんだ敵からアイテムやお金を盗むことができる。アイテムワードは装備できる数が多く、アイテム収集に便利なものが多い。
- 必殺技：雷雲＝ロッド、サンダーブリード＝テンポ

ウソップ
声 - 山口勝平
第2話途中から使用可能。最も攻撃射程が広く遠距離攻撃に特化している。「狙撃モード」にすると主観視点に変わり、離れた位置から敵を狙い撃ちすることができる。ステージアクションは、特定の場所で昆虫をおびき寄せることができる。アイテムワードは移動強化や生き物収集に便利なものが多い。
- 必殺技：緑星「ドクロ爆発草」、緑星「衝撃狼草」

サンジ
声 - 平田広明
第4話から使用可能。移動が早く唯一ダッシュを使える。炎属性の攻撃を多く持ち、炎属性の耐性も高い。「攻めの料理」を使うと仲間のHPとSPを回復することができる。アイテムワードは攻撃・回復双方を備えている。
- 必殺技：熟焼グリル=ショット、攻めの料理、地獄の思い出

トニートニー・チョッパー
声 - 大谷育江
第2話途中から使用可能。氷属性の耐性は高いが、炎属性の耐性は低い。「調合 治療薬」を使うと自分と仲間のHPを回復することができる。ステージアクションは、特定の場所で地面からアイテムを掘り出すことができる。アイテムワードはHP回復に特化したものなっている。
- 必殺技：調合 治療薬、刻蹄椰子

ニコ・ロビン
声 - 山口由里子
第4話から使用可能。ハナハナの能力で離れた位置から複数の敵を同時に攻撃できる。ステージアクションは、各ステージにある石碑を解読しアイテムを見つけることができる。アイテムワードはSP回復に関連したものが多い。
- 必殺技：千紫万紅 巨大樹「スラップ」、千紫万紅 巨大樹「ストンプ」

フランキー
声 - 矢尾一樹
第2話から使用可能。攻撃力が高く、遠距離攻撃も多く持つが、その分隙も大きいためダメージを受けやすい。打撃・斬撃耐性が高い。専用アクションとして乗り込んで大砲が撃てる砲台を作ることができる。アイテムワードは防御に特化したものなっている。
- 必殺技：フランキーラディカルビーム、フランキー将軍

ブルック
声 - チョー
第4話から使用可能。剣技だけでなく音楽で敵を状態異常にすることができる。氷属性の攻撃を多く持ち、氷属性の耐性も高い。「NEW WORLD」を使うと仲間の能力を強化できる。ステージアクションは、海を走り離れた小島に移動できる。アイテムワードは仲間を支援するものが多い。
- 必殺技：NEW WORLD、掠り唄 吹雪斬り

### ボスキャラクター
☆印はバトルコロシアムモードとボスクエストで使用可能となるキャラクター。プレイアブル化したキャラは各技の追加や調整が行われている。
シーザー・クラウン
声 - 中尾隆聖
第1話「パンクハザード」のボス。
ペットのスマイリーを引き連れ登場。通常はスマイリーの上にいるため、空中攻撃しか当てられない。スマイリーの近くにいる小型のスマイリーズに炎属性の攻撃を当てると爆発し、それに驚いたスマイリーがシーザーを落とす。落ちたシーザーはしばらくの間無防備になるため大きな攻撃チャンスになる。シーザーの攻撃「ガスタネット」や「ガスティーユ」を誘導することでスマイリーズを爆発させることも可能。一定時間経つとフィールド内に巨大な飴玉が出現し、スマイリーがそれを食べると「シノクニ」が発動する。シノクニに触れてしまうとしばらくの間行動不能になってしまう。飴玉を攻撃し破壊すればシノクニの発動を阻止できる。
☆サー・クロコダイル
声 - 大友龍三郎
第2話「アラバスタ」のボス。
バルハンなど攻撃範囲が広い威力が高い技を多用する。動きはあまり早くないが体を砂に変え、フィールド内をランダムに移動する。一定時間経つと「砂漠の宝刀」でフィールドを両断し、プレイヤーを分断させてくる。両断されたフィールドはしばらくすると元に戻る。
ロブ・ルッチ
声 - 関智一
第3話「エニエス・ロビー」のボス。
動きは非常に早く、指銃「斑」や嵐脚「豹尾」などを使ってくる。空中にいる間はほとんどの攻撃が当たらず、空中から嵐脚「凱鳥」を放ってくる。一定時間おきに軍艦からの一斉砲撃があり、砲撃中ルッチは空中に避難しているため回避することしかできない。必殺技の「六王銃」は予備動作の回し蹴りをくらうと昏倒状態となるため、回避が難しくなる。
ホーディ・ジョーンズ
声 - 中田譲治
第4話「魚人島」のボス。
「キリサメ」による突進攻撃や「群鮫」による遠距離攻撃を仕掛けてくる。雷属性が弱点。常に雑魚キャラを従えて登場し、部下を盾にすることがある。ストーリーでは倒した後、イベントシーンを挟んですぐ白ひげ戦に移行する。
☆白ひげ
声 - 有本欽隆
第4話「魚人島」のボス。
ステージ中央付近からあまり動くことはないが、振動や地震の攻撃は非常に威力が高く、攻撃範囲も広い。薙刀による攻撃も威力は高いが、その分振りは大きい。たいていの攻撃を受けても全くよろけないが、攻撃を与え続けると膝をつくため、その間が大きな攻撃チャンスとなる。
ワポル
声 - 島田敏
第5話「ドラム王国」のボス。
「雪化粧」で雪の中に隠れながら奇襲攻撃を仕掛けてくる。ワポルに食べられてしまうとしばらくの間身動きがとれず連続ダメージを受けてしまう。単体で出現することはなく、常に雑魚キャラを引き連れて出現する。高難度クエストではパシフィスタを引き連れてくる。
マーシャル・D・ティーチ
声 - 大塚明夫
第5話「ドラム王国」のボス。
「ヤミヤミ」と「グラグラ」の2つの能力を併用してくる。どの攻撃も威力が高く攻撃範囲も広い。ただし、動きは遅く攻撃後の隙も大きい。相手を引き寄せる「闇水」はフィールド内にあるガレキを吸いよさせるとひるませることができる。必殺技の「闇穴道 解放」は発生した闇の上にいると引きずり込まれ大ダメージを受けてしまうが、技発動時に出現するガレキの上にいると攻撃を回避できる。
エネル
声 - 森川智之
第6話「スカイピア」のボス。
本作では「2億V“雷神”」で巨大化した姿で登場。「万雷」による落雷、「神の裁き」による広範囲攻撃など回避が難しい攻撃を多用する。エネルに捕まってしまうとしばらくの間身動きがとれず連続ダメージを受けてしまう。全ての攻撃が雷属性であるため、雷属性の耐性を上げるとダメージを軽減できる。
☆ポードガス・D・エース
声 - 古川登志夫
第7話「コルボ山」のボス。
近距離・遠距離共に優れた攻撃技を持ち、炎属性の連続攻撃を仕掛けてくる。氷属性が弱点。上空から広範囲を攻撃する必殺技の「炎帝」は、「大炎戒」の範囲に入ってしまうと身動きが取れなくなり、必殺技の大ダメージを受けてしまう。
ストーリーではルフィ1人で挑むことになる。第8話の後半や一部クエストではプレイアブルキャラとして使用可能。
☆ジンベエ
声 - 宝亀克寿
第8話「マリンフォード」のボス。
動きは遅いが、豊富な遠距離攻撃を持ち、魚人空手によるカウンター攻撃を仕掛けてくる。雷属性が弱点。必殺技の「武頼貫」は予備動作の水柱に飛ばされると、強制的に必殺技の大ダメージを受けてしまう。
ホーディがボスの一部クエストではプレイアブルキャラとして使用可能。
黄猿
声 - 石塚運昇
第8話「マリンフォード」のボス。
「八咫鏡」でフィールド内をランダムで移動し、遠距離からのビームによる攻撃が主体。八咫鏡の軌道上に入ると「天叢雲剣」による強烈な一撃をくらってしまう。空中から無数の光弾を放つ必殺技の「八尺瓊勾玉」は、光弾の束がキャラクターを追尾してくる。当たると大ダメージを受ける上、連続でくらうことがある。高難度クエストでは、光弾の束が2本になりより回避が難しくなっている。
青雉
声 - 子安武人
第8話「マリンフォード」のボス。
氷属性の攻撃で凍結させられると、しばらくの間行動不能になってしまう。炎属性が弱点。アイスサーベルによる接近戦主体で、距離が離れていても姿を消し一瞬で近くに出現することがある。必殺技の「氷河時代」は周囲にいる相手に大ダメージを与える。
ストーリーではエースを操作して戦うことになる。一部クエストや高難易度モードの第3話では、新世界編の姿で登場する。
☆赤犬
声 - 立木文彦
第8話「マリンフォード」のボス。
全ての攻撃が炎属性で火傷の追加ダメージを受けてしまう。氷属性が弱点。必ず氷で覆われたマリンフォードの専用フィールドでの戦いとなり、赤犬の攻撃で周囲の氷の壁を壊し海水を赤犬に当てると、しばらくの間赤犬の攻撃を封じることができる。ただし、能力者の操作キャラが海水に当たると同じく行動不能になってしまう。必殺技の「流星火山」は、フィールド内に無数の火山弾を落とし、最後は広範囲に巨大火山弾を落としてくる。
☆バギー
声 - 千葉繁
クエスト専用ボス。
複数のナイフを使った遠距離攻撃や体のパーツで周囲の広範囲を攻撃する「バラバラフェスティバル」で攻撃してくる。バラバラフェスティバル展開中、正面からはバギーに近づけないが、パーツを飛び越えると攻撃を回避できる。威力が高い「特製マギー玉」はルフィやサンジなど一部のキャラクターは跳ね返すことができ、ダメージを与えることができる。単体で出現することはなく、常に雑魚キャラや他のボスキャラと同時に出現する。
街中大乱闘にも特定の場所のみ出現するが、クエストで出現する時より弱くなっている。高難易度モードでは第1話に出現する。
☆トラファルガー・ロー
声 - 神谷浩史
クエスト専用ボス。
刀による接近戦主体の攻撃と「タクト」による広範囲の地面を隆起させる攻撃を併用する。シャンブルズにあたってしまうと仲間の誰かと人格を入れ替えられ、しばらくの間弱攻撃しか使えなくなってしまう（入れ替わっている間は交代もできない）。入れ替わった際はキャラ間によって様々なやり取りが発生する。シャンブルズの仕様上、ローが出現するクエストは最低2人以上でなければクエストを受けられない。
高難易度モードでは第6話に出現する。
☆ボア・ハンコック
声 - 三石琴乃
クエスト専用ボス。
連続蹴りによる接近攻撃や相手を石化させる攻撃「メロメロ甘風」「虜の矢」を多用する。また、近づく相手を覇気で弾き飛ばしてくる。石化するとしばらくの間行動不能になってしまうが、ルフィとチョッパーには石化が効かない。
高難易度モードでは第8話に出現する。
ジュラキュール・ミホーク
声 - 掛川裕彦
クエスト専用ボス。
黒刀による一撃は威力が高く、攻撃範囲も広いが、振りが非常に大きいため回避はそれほど難しくない。必殺技の予備動作を受けてしまうと昏倒状態になり、続けてくる必殺技の強力な一撃をくらってしまう。
高難易度モードでは第2話に出現する。
☆シャンクス
声 - 池田秀一
クエスト専用ボス。
素早い動きで間隔を詰め強力な剣技で攻撃してくる。また、覇王色の覇気が発現するとしばらくの間、周囲にいる相手にダメージを与え続ける。覇気の攻撃範囲は広いが距離をとればダメージを回避できる。
高難易度モードでは第7話に出現する。
☆藤虎
声 - 沢木郁也
バトルコロシアムモードのボス。
抜刀術や重力波で押しつぶす攻撃を多用してくる。どの攻撃もモーションは大きいがその分威力も高い。必殺技の「隕石落とし」は発動後、藤虎の周囲に隕石が落下してくるまで藤虎は無防備になる。
☆ドンキホーテ・ドフラミンゴ
声 - 田中秀幸
バトルコロシアムの主催者にして、当モードのラスボス。
五色糸による遠距離攻撃が主体で、寄生糸の拘束に捕まると動きを封じられてしまう。空中に回避してからの超過鞭糸や、空中を移動し距離をとる行動をとる。必殺技の「地を裂く大斬撃」は広範囲に地面から糸の斬撃を連続で発生させる。技発動中、ドフラミンゴは空中にいるためしばらくの間反撃できない。

### オリジナルキャラクター
レッドとパトは尾田がデザインしたキャラクター。
レッド
声 - 市村正親 / 山路和弘（Switch/PS4版）
本作のラスボス。本名は「パトリック・レッドフィールド」。
「赤の伯爵」「孤高のレッド」の異名で知られる海賊。ロジャーや白ひげと同世代の海賊。ルーキー時代の愛称は「パト」。本人は老いで衰えたと語っているが、身体能力は非常に高い。生まれつき「見聞色の覇気」が強く、直接触れることで人の記憶を読み取ることができる。
若い頃から誰とも組まず、たった一人でロジャーや白ひげと渡り合うほどの実力者だったが、全盛期のロジャーと白ひげの強さを目の当たりにしたことで、海賊王の夢を諦めインペルダウンのLEVEL6で余生を過ごしていた。頂上戦争で白ひげが戦死すると、再び海賊王の野望を実現させるため黒ひげが起こした騒動を機に脱獄する。ルフィの麦わら帽子がロジャーの物と知っており、ブルックとも顔見知り。ガープは時代に名を残すほどではなかったと評しているが、センゴクからは部下を一人も持たずにロジャーや白ひげと渡り合ったことを警戒されている。
ルフィたちの記憶を読み取り、パトの能力でルフィたちが冒険した島やかつての強敵を再現させる。野望を実現させるため全てを捨て「修羅」の道を進む覚悟で、一度はパトを見捨てる。ストーリー終盤で動物系幻獣種の悪魔の実「バットバットの実 モデル“バンパイア”」を食べ、能力者となる。これにより他人から若さを吸い取り逆に相手に老いを与えることができるようになる。ヤドヤから若さを吸い取り、若返った姿でルフィたちに戦いを挑むが、その戦いの最中で老いにより野望を諦めた自分の考えを改め、若さを捨て老いた姿のまま海賊王を目指すため、ルフィたちに再び戦いを挑む。
第1戦目では人獣型による鋭い爪による攻撃や暗闇にまぎれての奇襲攻撃などを仕掛けてくる。第2戦目ではパトが援護し、雷や氷、水柱を発生させる攻撃を仕掛けてくる。高難度クエストでの再戦では、ストーリーよりも大幅に強化されており、新たな必殺技も使ってくる。
パト
声 - TARAKO
喋るタヌキ。正体は動物系幻獣種の悪魔の実「イヌイヌの実 モデル“化狸”」を食べた筆。
植物の葉に文字を書くことで、自由に物を作り出すことができる。ただし、自分では人のようなものを作ることはできない。元々はどこかに閉じ込められていたが、レッドに解放された。レッドを「親分」と呼び慕っている。
レッドの元へ向かう途中、ルフィたちと出会い、トランスタウンに送ってもらう。一度はレッドに捨てられるが、本当の仲間になるためルフィたちに同行する。ストーリー終盤で再びレッドに仲間として迎えられ、ルフィたちに戦いを挑んでくる。
ストーリー序盤や一部クエストでは操作キャラと同行し、HPが減ると回復してくれる。最終戦では傘や大きな筆に変身しレッドを援護する。
ヤドヤ
声 - 柊瑠美 / 斉藤佑圭（Switch/PS4版）
トランスタウンの宿屋と酒場を一人で切り盛りする女主人。町ではアイドル的存在。廃れていた町の建て直しを住民に提案し、頼りない町長から町の再建を一任された。町に飛んでいる風船は彼女が飛ばしたもので、暗くなりがちな住民に上を向いて生きて欲しいという彼女の思いが込められている。
町を訪れたルフィたちに宿代を無料にする代わりに町の発展の協力を依頼する。

### 敵キャラクター
海賊 / 海兵 / ワポル兵
動きは遅く攻撃はカウンターできる。
海兵上官 / 魚人
上記よりも少し攻撃力が高い。
銃海賊 / アラバスタ銃兵
遠距離から銃で攻撃してくる。
盾海賊 / 盾海兵 / 盾魚人
正面からの攻撃を盾で防ぐ。
巨大海賊 / 巨大海兵 / 巨大魚人
巨大武器で攻撃してくる。連続でくらうと大ダメージになる。巨大魚人は毒息を吐いてくる。
バズーカ海兵 / バズーカ海兵上官
遠距離から砲弾を撃ってくる。一部キャラは砲弾は跳ね返すことができる。
ガスマスク兵
毒ガス弾や催眠ガス弾を撃ってくる。一部キャラは砲弾は跳ね返すことができる。
アラバスタ兵
リーチが長い武器で攻撃してくる。
神兵
動きは早くダイアルで攻撃してくる。
クンフージュゴン
原作にも登場するクンフーを使うジュゴン。
マスタージュゴン
クンフージュゴンよりも一回り大きく、髭を生やしている。
オオカミ / 軍隊ウルフ / 雲ウルフ
すばやい動きで群れで襲い掛かってくる。
ラパーン / クマ
巨体ながら動きも早く攻撃力も高い。
ゴリラ
強靭な腕力から放つパンチは非常に強力。
パシフィスタ
レーザーの攻撃範囲を広く雑魚キャラの中では強敵だが、前作よりは弱体化している。
T・レックス
強靭な顎と尻尾による攻撃力は非常に高い。
ドラゴン / 氷ドラゴン / 雷ドラゴン
最初に戦うボスとして登場。非常に高い攻撃力と耐久力を誇る。正面にいると噛み付きやブレスで攻撃し、背後に回っても尻尾でなぎ払ってくる。空を飛んでいるときはほとんどの攻撃が当たらない。クエスト専用ボスとして、凍結するブレスを吐く氷ドラゴン、麻痺するブレスを吐く雷ドラゴンが出現する。
ブラックフランキー将軍
黒いボディカラーのフランキー将軍。ドラゴン同様、ボスとして登場。攻撃手段は回転しながら足元を攻撃する足元デンジャラスのみだが、威力は高く徐々に回転のスピードが速くなる。しばらくすると目を回して倒れこむのでその間が大きな攻撃チャンスとなる。

### その他
センゴク
声 - 大川透
オープニングのイベントシーンに登場。
モンキー・D・ガープ
声 - 中博史
オープニングのイベントシーンに登場。
スモーカー
声 - 大場真人
トランスタウンでの遭遇イベントに登場。
たしぎ
声 - 野田順子
トランスタウンでの遭遇イベントに登場。
カリブー
声 - てらそままさき
タルに閉じ込められた通常敵キャラクターとして登場。倒すと高値で売れる古い金貨を落とす。
海軍上官・海軍将校
声 - 大野拓朗 / 服巻浩司（Switch/PS4版）
ゲームEDのクレジットで明らかになる。
バトルコロシアム司会者
声 - 武虎
バトルコロシアムモードのみに登場。
パンダマン
本作でも各ステージの見えづらい場所に隠れている。

## 舞台

### トランスタウン
本作の冒険の拠点となる町。元々は難破船が大量に流れ着き、助かった人々が作った町。そのためログはない。かつては全く活気がない掃き溜めのような町であったが、町に来たヤドヤが住民に町の建て直しを提案したことで、活気あふれる町になった。
ゲーム序盤は一部の施設しか使えず、南のエリアに行くことができないが、宿屋で発展させると新たな施設が使えるようになる。ストーリー中盤以降では南のエリアに薬屋、雑貨屋、料理屋の2号店を建設できる。稀に各店の上空に赤いアドバルーンが浮かんでいることがある。これは店の特売日であり、商品が安くなり通常では置いていないレアなアイテムを購入できる。また、来店サービスでアイテムを貰えることがある。町の操作はルフィ固定でゴムゴムのロケットで屋根から屋根へ縦横無尽に飛び回って移動できる。町のあちこちにルフィ以外のメンバーがいることがあり、場所によって合計128パターンもの会話イベントがある。
町にたくさんある風車はたまに止まっていることがあるが、スイッチを動かすとアイテムが出現する。町には特定のアイテムを欲しがっている人がおり、そのアイテムを渡すとわらしべイベントが発生する。町中ではいくつかのミニゲームを遊ぶことができる。そのうち3つは制作会社の「ガンバリオン」社内のプレゼン大会で受賞した作品となっている。
しばらくの間街中を探索していると、騒ぎが起き黒い煙が発生し、その場所に行くと「街中大乱闘」のイベントが起きる。制限時間内にルフィで雑魚キャラを倒し続け、より多くの敵を倒すと良い報酬が貰える。発生する場所にっては雑魚キャラと同時にバギーが出現する。また、雑魚キャラに海軍が出現した場合、全員倒すとスモーカー・たしぎとの遭遇イベントに移行する。画面の指示に従いコマンドを入力し、二人の攻撃を振り切れば報酬が貰える。
宿屋
最初から使える施設。セーブやアイテムの管理、町の発展やコスチュームの変更を行える。
酒場
各種クエストを受注でき、すれちがい通信で受信した手配書の管理もここで行う。
工場
持っている素材アイテムで冒険の役に立つアイテムの開発を行うことができる。釣り竿や虫取り網の強化もここで行う。
薬屋
回復アイテムなどの消費アイテムの購入や調合を行うことができる。
雑貨屋
素材アイテムや生き物の一部を購入できる。
料理屋
持っているアイテムで料理を作ってもらい、キャラクターのHPと攻撃力を強化できる。
農場
種を植え植物アイテムを採集できる。種は植物アイテムと交換して入手する。
博物館
捕まえた生き物を展示して収入を得ることができる。特定の組み合わせで生き物を展示するとより多くの収入を得られる。
不思議な詩人
持っているアイテムでストロングワードの強化をすることができる。
本屋
本作に登場したキャラクターとストロングワード（ボイス付き）を閲覧できる。
ライブハウス
ゲーム中に流れたBGMを視聴できる。
映画館
ストーリークリア後に建設可能。ゲーム中に流れたイベントシーンを見ることができる。

### 原作の舞台
本作の各ステージはルフィたちの記憶を読み取ったレッドがパトの能力で再現したものである。ほとんどのステージは2部または3部構成になっており、ステージに向かう際はどの地点からスタートするか選択することができる。ステージ内にはジャンプ台として使用できる「びっくりキノコ」やトランスタウンに一瞬で戻ることができる「トランポリア」が設置されている。
パンクハザード
炎の土地と氷の土地の2構成のステージ。炎の土地はあちこちで炎が燃えさかっており、触れるとダメージを受ける。氷の土地には当たると毒状態になるスマイリーの小型の分身スマイリーズが出現する。
アラバスタ
砂漠地帯を抜け、サンドラ川を渡り、王宮への市街を進んでいくステージ。砂漠地帯では常にSPが減り続けるが、あちこちにある井戸でSPを回復することができる。
エニエス・ロビー
正門前からスタートし、司法の島を経由し正義の門へ続く構成になっている。クエストでは一部の道が封鎖され迂回を強制させられることがある。司法の塔内ではゾロとカクが戦ったジャブラの部屋が再現されている。正義の門は崩壊した状態で再現されている。
魚人島
人魚の入り江とサンゴが丘で構成されたステージ。後半のサンゴが丘は各エリアをウォーターロードで移動し、移動を繰り返すと最初のエリアに戻る（ただし移動は一方通行になっている）。また、サンゴが丘にはマーメイドカフェやクリミナルショップが再現されている。
ドラム王国
ふもとの町ビッグホーンを抜け、ドラム城へ続くドラムロッキー登山道を進んでいくステージ。登山道ではラパーンが大量に出現する。高難度クエストでは寒さのためHPが徐々に減るクエストがある。
スカイピア
空島のエンジェルビーチ、迷路のように入り組んだアッパーヤード、大鐘楼がある古代遺跡で構成されたステージ。島雲やコナッシュなど他のステージにはないアイテムが多数あり、魚もここでしか釣れないものが多くいる。
コルボ山
ルフィの故郷であるフーシャ村とコルボ山で構成されたステージ。後半は猛獣が大量に出現するコルボ山の山道を進んでいく。コルボ山にはダダンの家や幼少期にルフィたちが作った隠れ家が再現されている。
マリンフォード
氷山と灼熱地帯となっているオリス広場で構成されたステージ。氷山にある氷の足場の周りは海になっているので、落下するとダメージを受ける（特に能力者は受けるダメージが大きい）。また、狭い足場に敵が大量に出現することがある。オリス広場には処刑台やオックスベルが再現されている。
バラティエ
一部クエストのみに登場。バラティエのヒレの部分とクリークの海賊船の残骸で構成されたステージ。

## アイテム
各ステージで入手したアイテムはトランスタウンに戻ると自動的に宿屋の倉庫に送られる。前作よりも敵キャラのアイテムドロップ率は高くなっており、敵によっては複数のドロップアイテムがある。下記以外ではアイテムの開発に使う素材アイテムや農場に植える種と交換できる植物アイテムがある。

### 収集アイテム
釣り竿 / 高級釣り竿 / スーパー釣り竿
魚がヒットするとミニゲームが発生し、画面右から流れてくるボタンをタイミングよく押すことで糸を巻き上げる。制限時間以内に体力ゲージを減らすと魚を入手できる。釣り上げると連続釣りに移行し、釣り上げた魚をエサに連続で釣り上げることができる（回避することも可能）。この方法でより珍しい魚がヒットするようになるが、その分制限時間が短くなる。キャラによって釣り上げるスピードと連続釣りの制限時間の減り具合が異なる（ルフィの場合釣り上げるスピードは速いが制限時間の減り幅が大きい）。失敗しても体力ゲージが減った状態で再度ヒットすることがある。釣り上げるまで何が釣れるかわからないが、魚によって流れてくるボタンのパターンが決まっている。低確率で宝箱やケイミー&パッパグが釣れることがあり、いずれも珍しいアイテムを入手できる。
虫取り網 / 高級虫取り網 / スーパー虫取り網
各ステージ内にいる虫や動物に虫取り網を当てるとミニゲームが発生。画面中央から外側に出て行くアイコンと同じボタンをタイミングよく押し、制限時間以内に体力ゲージを減らすと入手できる。成功するとボーナスルーレットが発生し、入手数や大きさがランダムで上昇する。入手に失敗してもボーナスルーレットで追加ダメージを与えることができる。ステージ上にいる生き物は、チョウ、ハチ、カエル、ネズミ、甲虫の5系統に分かれており、入手するまで各系統のどの生き物が入手できるかはわからない。ただし、魚同様ミニゲームのパターンは決まっている。

### 消費アイテム
回復や能力を強化するアイテムで、冒険に持ち運びできる。薬屋で購入・調合できる。ただし、持ち運べる個数の上限は各アイテム10個となっている。
ヒールカプセル / ヒールドリンク / ヒールドアンブル/ 回復の秘薬
HPを回復する。回復の秘薬はHPを全回復する。
癒しの香 / 癒しの妙香
全員のHPを回復する。
浄化薬
状態異常を直す。
アタックホルモン剤 / 攻撃の香
一定時間攻撃力が上がる。
ガードホルモン剤 / 防御の香
一定時間防御力が上がる。
スピードホルモン剤 / 速度の香
一定時間移動速度が上がる。
気つけのお守り
戦闘不能になるとHP半分の状態で復活する。

## ダウンロードコンテンツ
ニンテンドーeショップとPlayStation Storeでコスチュームや追加クエストを購入することができる。一部クエストとアニメ15周年記念オリジナルコスチュームは無料で配信されている。Switch/PS4版では最初から収録されている。
下記の配信日は3DS版のもの。
| 内容                         | 内容                         | 配信日         |
| ---------------------------- | ---------------------------- | -------------- |
| ゾロ                         | カジュアルシャツ             | 2013年11月28日 |
| クエスト                     | 「パンクハザードの悪夢再び」 | 2013年11月28日 |
| クエスト                     | 「恐竜博士におれはなる」     | 2013年11月28日 |
| クエスト                     | 「目指せ!黄金の大鐘楼」      | 2013年12月5日  |
| ナミ                         | 水着衣装                     | 2013年12月12日 |
| クエスト                     | 「復讐!ホーディの執念」      | 2013年12月12日 |
| ロビン                       | 水着衣装                     | 2013年12月12日 |
| クエスト                     | 「激戦!空島の閃光」          | 2013年12月12日 |
| チョッパー                   | 水着衣装                     | 2013年12月19日 |
| チョッパー                   | 2年前原作衣装                | 2013年12月19日 |
| クエスト                     | 「おれが万能薬になるんだ!」  | 2013年12月19日 |
| ナミ                         | 制服衣装                     | 2013年12月26日 |
| クエスト                     | 「好きなのお金」             | 2013年12月26日 |
| ロビン                       | 水着衣装                     | 2013年12月26日 |
| クエスト                     | 「100人の神兵」              | 2013年12月26日 |
| クエスト                     | 「釣り上げろ!海の王者」      | 2014年1月9日   |
| クエスト                     | 「捕獲だ!ストロングな生物」  | 2014年1月16日  |
| クエスト                     | 「暴れろ!フルーツの楽園」    | 2014年1月23日  |
| クエスト                     | 「おれの宝だ」               | 2014年2月6日   |
| クエスト                     | 「激闘!白と黒」              | 2014年2月13日  |
| クエスト                     | 「銃撃戦を駆け抜けろ!」      | 2014年2月20日  |
| クエスト                     | 「探せ!雪山のきのこ狩り」    | 2014年2月27日  |
| クエスト                     | 「最強の剣士への道」         | 2014年3月6日   |
| クエスト                     | 「闇夜の戦い!孤高のレッド」  | 2014年3月13日  |
| ルフィ・ウソップ・フランキー | 15周年記念コスチューム       | 2014年3月17日  |
| クエスト                     | 「最強!最恐!四皇二人!!」     | 2014年3月20日  |
| ゾロ・チョッパー             | 15周年記念コスチューム       | 2014年3月24日  |
| クエスト                     | 「探せ!伝説のカブトムシ」    | 2014年3月27日  |
| サンジ・ナミ・ロビン         | 15周年記念コスチューム       | 2014年3月31日  |

## 主題歌
『WAVE!』
歌：江畑兵衛（TRIPLANE）
Switch/PS4版では未収録。